# Carmen Romero Bachiller
Carmen Romero Bachiller (Madrid, 1975) es una socióloga y activista feminista y LGTBIQ española.

## Trayectoria
Romero nació en Madrid, doctorándose en Sociología por la Universidad Complutense de Madrid (UCM). Actualmente es profesora de esta universidad, en el departamento de Sociología: Metodología y Teoría. Su investigación gira en torno a las identidades, la teoría feminista y los estudios culturales. Romero ha realizado estancias en la Universidad de California, la Universidad de Utrecht y la Universidad de Lancaster.

## Obra
- 2005 - El eje del mal es heterosexual: figuraciones, movimientos y prácticas feministas "queer" (VV.AA.). Traficantes de sueños. ISBN 978-84-96453-04-3.[5]
- 2006 - El doble filo de la navaja: violencia y representación (coordinado Por Carmen Romero Bachiller). Editorial Trotta. ISBN 84-8164-825-6.[6]
- 2019 - El libro del buen amor. Sexualidades Raras y políticas extrañas (VV.AA.). Ayuntamiento de Madrid. ISBN 978-84-7812-815-0.[7]
- 2020 - Transfeminismo o barbarie (VV.AA.). Kaotika Libros. ISBN 978-84-122129-2-1.[8]

## Reconocimientos
La tesis doctoral de Romero, con mención europea y defendida en 2006, recibió el Premio Extraordinario de Doctorado en Facultad de Ciencias Políticas y Sociología, de la Universidad Complutense de Madrid en 2009.